# Făgăraș (gorovje)
Gorovje Făgăraș (romunsko Munții Făgărașului [munt͡siː fəɡəraʃuluj], madžarsko Fogaras hegység [foɡɒrɒʃ hɛɟʃeːɡ]) je najvišje gorovje Južnih Karpatov v Romuniji. Najvišji vrhovi so:
- Moldoveanu 2544 m
- Negoiu 2535 m
- Viștea Mare 2527 m
- Lespezi 2516 m
- Cornul Călțunului 2510 m
- Vânătoarea lui Buteanu 2507 m
- Hârtopul Darei 2506 m
- Dara 2501 m
- Scărișoara Mare 2495 m
- Mușetescu 2495 m
- Capra 2494 m
- Roșu 2489 m
- Negoiu Mic 2485 m
- Podragu 2482 m
- Urlea 2473 m

Na severu mejijo na kotlino Făgăraș, skozi katero teče reka Olt, na zahodu pa je dolina Olt (Valea Oltului). Večina, ki želi na goro Moldoveanu, začne pot v mestu Victoria in na drugih območjih, kot so Arpasu de Jos, Porumbacu de Jos in Avrig. Kljub svojemu imenu je kraj Făgăraș 20 km severno in ni najbližje mesto na gorskem območju. Drugi pomembni mesti sta Brașov in Sibiu. 
Gorska cesta, imenovana Transfăgărășan (prek Făgărașa), prečka pogorje Făgăraș in je običajno odprta le med junijem in septembrom zaradi neugodnih vremenskih razmer v preostanku leta.
V gorovju je veliko ledeniških jezer; Bâlea (2034 m, 46 508 m², globina 11,35 m) je največje jezero. Najvišje jezero je v ledeniški dolini Hărtopul Leaotei. Najgloblje ledeniško jezero je Podragu (2140 m, 28.550 m2 globine 15,5 m). Drugi jezeri sta Urlea (2170 m, 20.150 m²) in Capra (2230 m, 18.340 m²).
Gorovje Făgăraș je zelo priljubljena pohodniška in smučarska točka v Romuniji. V bližini gore Negoiu in v osrednjem delu skupine so gore skalnate, glavna grebenska pot je zelo izpostavljena in težko prehodna. Težji del poti po glavnem grebenu se imenuje Trije koraki od smrti. Izziv je tudi pot Negoiu–Strunga Dracului. Najtežji del je greben Custura Sărății med Şerboto (2331 m) in prelazom Saua Cleopatrei (2355 m). Pot je delno zavarovana z jeklenico.

## Lega
v srcu Romunije 45°35′N 24°45′E / 45.583°N 24.750°E.

## Geologija
Gorovje Făgăraș sestavljajo metamorfne kamnine, imenovane kristalni skrilavec. Splošna porazdelitev različnih vrst kamnin je v vzhodno-zahodnih pasovih. Najbolj južni del je iz gnajsa: trda kamnina, v kateri se beli trakovi kremena in glinenca menjavajo s temnimi črnimi trakovi. Te gube lahko izvirajo iz doline Olt do Robeşti skozi vas Cumpăna ob Argeșu (kjer jim pravijo tudi gnajs Cumpăna) in nato prekrijejo goro Oticu (ki združuje vrh hriba Brătilei z vrhom Iezer) kraj, imenovan Creminova solza. Dalje na vzhod sledijo južnemu pobočju Dambovice, nato prečno in čez planino Lerescu dosežejo dolino Bârsei pri Rudăriți, od koder gredo proti severovzhodu do Holbava. 
Severno od tega traku je gnajs pomešan s sljudo in včasih z delčki temnordečkastega granita.
Izmenično s temi sljudami, ki zavzemajo celoten greben, se predvsem v zahodnem delu Făgărașa pojavijo amfiboliti in apnenec (npr. Fereastra Zmeilor, Valea Moașa Sebeșului, Piatra Albă, Muntele Albota, Valea Brezcioarei).
Zadnje območje, najbolj severno, je del severnega pobočja gorskega masiva. Tu so manj metamorfizirane kamnine, in sicer srebrn ali zelen skrilavec z manj izrazitim sijajem. Na tem območju so prepletanja z apnencem precej redkejša.
Kristalni blok gorovja Făgăraș se je začel dvigati nad okoliško pokrajino na začetku terciarja. Kot v celotni verigi Karpatov je do dviga prišlo v treh zaporednih fazah (v eocenu, miocenu in pliocenu). Ob vsaki od teh faz je erozija ustvarila planote, ki jih še danes prepoznamo v obliki skoraj ravnih površin, razdeljenih z dolinami (na primer na vrhu hribov Brătilei in Comisul). 